# Парфёнова, Валентина Ивановна
Валентина Ивановна Парфёнова (16 января 1938, деревня Гобино, Кадыйский район — 11 июня 2011, Иваново, Ивановская область) — помощник мастера Ивановской прядильно-ткацкой фабрики имени Ф. Э. Дзержинского министерства текстильной промышленности РСФСР, Герой Социалистического Труда.

## Биография
Родилась 16 января 1938 года в деревне Гобино в крестьянской семье. После окончания школы приехала в город Иваново к старшей сестре Александре — ткачихе фабрики имени С. И. Балашова.
С 1954 года начала работать на прядильно-ткацкой фабрике имени Ф. Э. Дзержинского, в должности ученицы съемщицы пряжи. Затем работала съёмщицей, прядильщицей.
В 1960-е годы достигла наивысшей производительности труда в текстильной отрасли. Её опыт демонстрировался на ВДНХ СССР.
Трудилась одновременно на четырёх кольцепрядильных машинах, выпуская тонкую, трудоёмкую пряжу №65.
Без отрыва от производства, окончила школу рабочей молодёжи, а в 1969 году — Ивановский хлопчатобумажный техникум.
С 1978 года работала в должности помощника мастера.
В 1982 году возглавила комплексную бригаду из 26 человек. В январе 1985 года бригада, которой руководила Парфёнова, приняла новое безверетенное оборудование: чехословацкие БД-200 и отечественные ППМ-120 МС. Бригада освоила проектные мощности новейшей техники за семь месяцев — вдвое быстрее задания. В августе 1985 года Валентина Ивановна завершила личную пятилетку.
По подсчётам специалистов, Парфёнова собственноручно выпустила 490,6 тонны пряжи — почти на пять миллионов метров ткани. Она долго руководила новаторской школой, которая привлекала не только ивановских текстильщиц, а была по сути республиканской. На прядильно-ткацкой фабрике имени Дзержинского, Валентина Ивановна проработала всю жизнь, до выхода на пенсию.
Валентина Ивановна Парфёнова скончалась 11 июня 2011 года. Похоронена на Новоталицком кладбище Иванова.

## Награды
- В 1966 году награждена орденом Ленина[1].
- В 1967 году присвоено звание «Лучшая прядильщица страны»[1].
- В 1976 году награждена  орденом Трудового Красного Знамени[1].
- Присвоено звание «Заслуженный работник текстильной и лёгкой промышленности РСФСР»[1].
- Указом Президиума Верховного Совета СССР от 18 сентября 1985 года присвоено звание Героя Социалистического труда с вручением ордена Ленина и золотой медали «Серп и Молот»[1].